# Octopus diminutus
Octopus diminutus is een inktvissensoort uit de familie van de Octopodidae. De wetenschappelijke naam van de soort werd voor het eerst geldig gepubliceerd in 2008 door Kaneko en Kubodera.